# Costus lima
Costus lima ist eine Pflanzenart aus der Familie der Costaceae. Sie findet sich vom südlichen Mittelamerika bis ins nördliche Südamerika.

## Merkmale
Costus lima ist eine krautige Pflanze und erreicht eine Wuchshöhe von bis zu 4 Meter. Die unterseits dicht behaarten Blätter sind 5 bis 15 Zentimeter breit und 15 bis 60 Zentimeter lang. 
Die zapfenartigen, breit eiförmigen bis zylindrischen Blütenstände sind 5 bis 20 Zentimeter lang und haben einen Durchmesser von 6 bis 8 Zentimeter. Die Krone ist dicht flaumig bis seidig behaart, das Labellum weiß bis gelb mit rotem äußeren Ende.

## Verbreitung
Costus lima ist heimisch von Honduras bis Ecuador und Venezuela, sie besiedelt Primär- und Sekundärwälder.

## Systematik
Die Art wurde 1904 von Karl Moritz Schumann erstbeschrieben.
Man kann zwei Varietäten unterscheiden:
- Costus lima var. lima: Sie kommt von Honduras vis Venezuela und Ecuador vor.[1]
- Costus lima var. scabrimarginatus Maas: Sie kommt von Panama bis zum nordwestlichen Venezuela und Ecuador vor.[1]